# Chrysodeixis permissa
Chrysodeixis permissa är en fjärilsart som beskrevs av Walker 1858. Chrysodeixis permissa ingår i släktet Chrysodeixis och familjen nattflyn. Inga underarter finns listade i Catalogue of Life.